# Murad V
Murad V (1840 – 1904) là vị sultan thứ 33 của Đế quốc Ottoman, chỉ trị vì vào năm 1876.

## Tiểu sử
Hoàng tử Mehmed Murad sinh ngày 21 tháng 9 năm 1840, tại kinh đô Constantinopolis. Là con trai của sultan Abdul Mejid I và Sevk-Efza Sultana người gốc Kavkaz. Hoàng tử Murad có được một nền giáo dục tốt, học tiếng Pháp. Ông mua nhiều sách từ Pháp và đọc chúng trong thời gian rảnh. Ông rất thích văn học. Ông ưa chuộng Ziya Pasha và Namik Kemal, hai nhà văn nổi tiếng thời ấy. Ông vô cùng yêu thích văn hóa phương Tây, chơi đàn pianô và sáng tác các bản nhạc kiểu phương Tây. Hoàng tử Murad đã từng đi thăm viếng châu Âu cùng với người chú là sultan Abdul Aziz. Trong chuyến viếng thăm này ông học hỏi nhiều điều từ châu Âu và kết bạn với Thái tử Anh là Edward (sau này lên làm vua Anh Edward VII).
Sultan Murad V là một ông vua rất xa hoa và phung phí. Murad V lên kế vị năm 1876, sau khi Abdul Aziz bị lật đổ. Khi làm vua ông đã đánh mất lòng tín nhiệm của những người ủng hộ vì không quan tâm đến cải tổ lại đế quốc đang suy thoái. Ông chỉ trị vì được 93 ngày. Ngày 31 tháng 8 năm 1876 ông bị hạ bệ, vua em Abdul Hamid II lên nối ngôi. Cựu hoàng Murad V qua đời 28 năm sau đó, ngày 29 tháng 8 năm 1904 và được chôn cất gần lăng mộ của mẹ ông tại Thánh đường Hồi giáo Yeni.

## Hôn nhân
Các vợ của Murad V:
- Elru Mevhibe
- Reftar-i Din
- Shayan
- Meyl-i Servet